# Löfsko
AB Löfsko, var en svensk skotillverkare i Jönköping.
Företaget grundades 1909 under namnet John Löfquists skomanufaktur AB, och tillverkade främst hand- och maskinsydda lyx- och promenadskor. På 1930-talet hade man omkring 125 anställda. Löfsko var redan på 1930-talet ett varumärke, och 1945 blev det företagets namn. I början av 1950-talet hade företaget omkring 175 anställda. 1970 lades företaget ned.